# سازمان بازرسی شهرداری تهران
سازمان بازرسی شهرداری تهران یکی از سازمان‌های وابسته به شهرداری تهران است که با هدف نظارت و پیگیری، انجام تحقیقات و بازرسی‌های مستمر و ادواری لازم از کلیه واحدهای مختلف شهرداری تهران و سازمانها و شرکتهای وابسته به آن به فعالیت می‌پردازد.
بررسی شکایت‌های مردمی و جمع‌آوری اسناد و مدارک مرتبط با موضوعات شکایت به منظور کشف نوع خلاف بخشی از شرح وظایف این سازمان می‌باشد.
دو بازوی اساسی سازمان بازرسی شهردای تهران در انجام وظایف ذاتی خود عبارت است از سامانه مدیریت شهری ۱۳۷ و سامانه نظارت همگانی سازمان بازرسی شهرداری تهران ۱۸۸۸ که به‌طور مستمر فعالیت‌ها و درخواست‌های شهروندان را دریافت، پایش و به سازمانها و مناطق شهرداری تهران ارجاع می‌نمایند.
سامانه ۱۳۷ با هدف دریافت پیام شهروندان در خصوص مسائل شهری در سال ۱۳۷۹ به صورت یک صندوق صوتی پیام گیردر شرکت پیام رسا (وابسته به شهرداری تهران) ایجاد شدو زیر نظر اداره کل روابط عمومی شهرداری تهران شروع به کارکرد. ایده اولیه این پروژه توسط آقای محمد علی باقری مطرح و توسط مدیرعامل وقت شرکت پیام رسا آقای سعید عبدی آذر توسط 4 پرسنل و یک مدیر پروژه (اقای محمدعلی باقری) به اجرا درآمد.شماره 137 هم توسط همین تیم برای این سامانه از شرکت مخابرات خریداری واگذار گردید.در مهرماه سال ۸۱ مرکز ارتباطات مردمی که زیر نظر اداره کل روابط عمومی و بین‌الملل شهرداری تهران اداره می‌شد، جایگزین سیستم پیام گیر شهر گردید. در سوم آبان ماه پروژه ایجاد یک پلتفرم نرم افزاری یکپارچه که کلیه مناطق، نواحی و سازمانهای شهرداری تهران را در برگیرد در سازمان فناوری اطلاعات شهرداری تهران (با مدیریت پروژه آقای امیرتینوش بکازاده)آغاز شد و ظرف دو ماه تولید و به بهره برداری رسید. این مرکز در سوم دی ماه سال ۸۴ باتوجه به گسترش درخواست‌های مردمی، با بکارگیری بستر فناوری اطلاعات جایگزین روش قبلی شده و به تدریج از مرکز ارتباطات مردمی به مرکز هدایت و کنترل، ساماندهی و رسیدگی به معضلات شهری، شناخت مشکلات شهری و پل ارتباطی بین شهروندان و شهرداری تحت عنوان مرکز سامانه مدیریت شهری ۱۳۷ ارتقا یافت.
مرکز نظارت همگانی ۱۸۸۸ در ۲۶ اردیبهشت ماه سال ۱۳۸۵ در راستای، ایجاد درگاهی واحد برای انعکاس نقطه نظرات مردمی در سازمان شهرداری، اعمال نظارت عمومی شهروندان بر عملکرد مدیریت شهری، بسترسازی مطلوب در مسیر تحقق سلامت اداری و تضمین اثربخشی سازمانی راه اندازی گردید. شعار «شهروند مسئول ـ مدیر پاسخگو» شعار محوری این نهاد نظارتی است. مرکز نظارت همگانی شهرداری تهران از سال ۱۳۹۰ با حفظ هویت سازمانی خود در مجموعه سازمانی بازرسی شهرداری ادغام شد و از آن زمان بعنوان سامانه نظارت همگانی سازمان بازرسی شهرداری تهران۱۸۸۸ آماده دریافت پیام‌های شهروندان در قالب ۴ گانه (انتقاد، شکایت، پیشنهاد و تقدیر و تشکر) می‌باشد.